# Parque Nacional Gargantas do Rio Negro

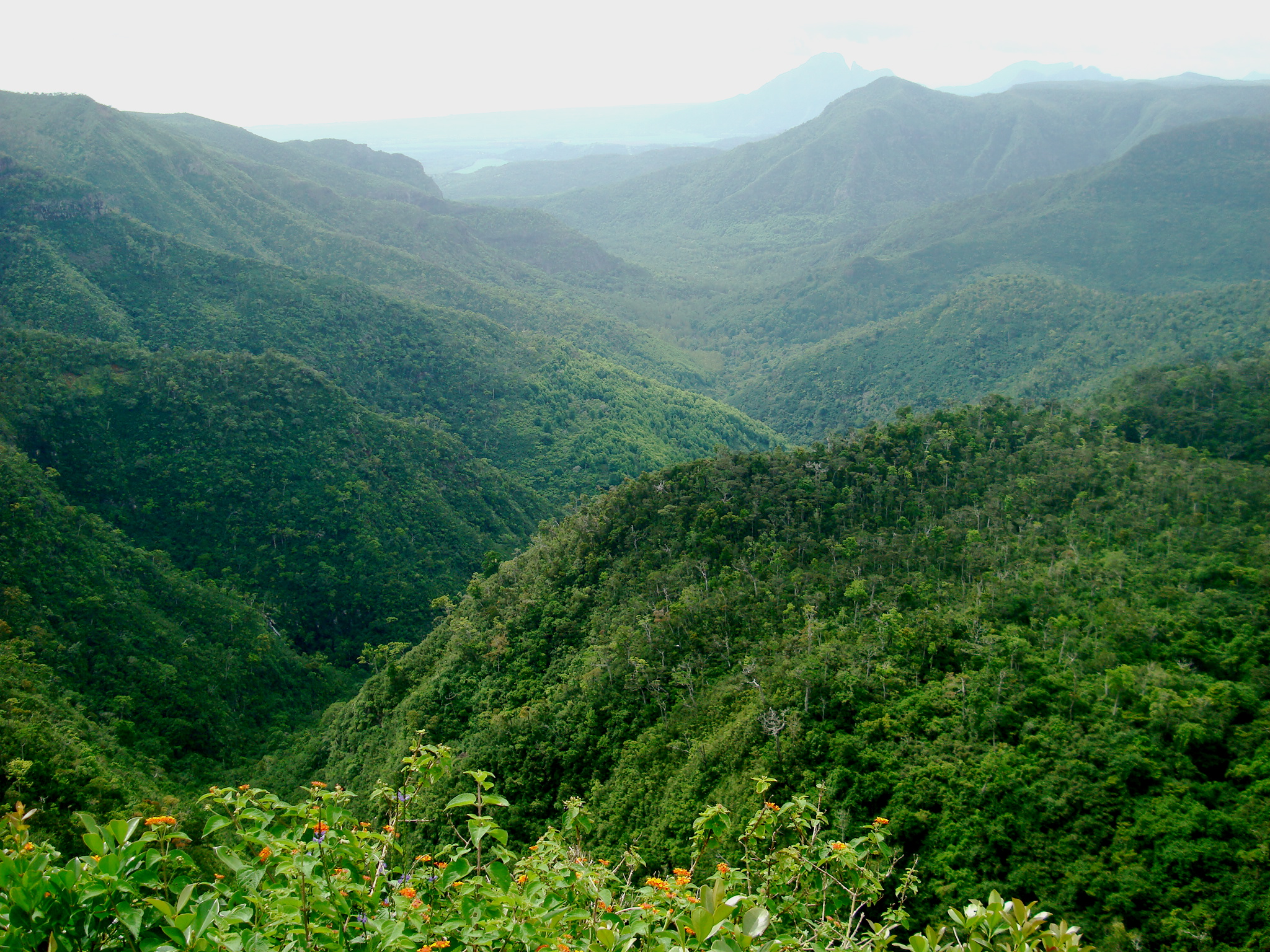

O Parque Nacional Gargantas do Rio Negro (em inglês: Black River Gorges National Park) é um parque nacional localizado na parte montanhosa do sudoeste da ilha Maurício. Foi proclamado em 15 de junho de 1994, e é gerido pela National Parks and Conservation Service. Abrange uma área de 67,54 km², incluindo florestas úmidas de terras altas, florestas de planície seca e charnecas pantanosas. Instalações para os visitantes incluem dois centros de informação, áreas para piquenique e 60 quilômetros de trilhas. Existem quatro estações de campo no parque que são utilizados para a pesquisa.